# グレース宣教会
グレース宣教会（グレースせんきょうかい、英語: Grace Mission）は、大阪府八尾市に本部を置くキリスト教（プロテスタント）の宗教法人である。
近畿圏のプロテスタント教会の中では信徒数、会堂数において最も大きい教会のひとつ。グレース大聖堂等、約20の教会堂/チャペルを持ち、10名を超える牧師・伝道師が所属している。日本福音同盟に加入している日本福音自由教会協議会に属する。

## 概要
日本福音自由教会協議会の信仰告白をもつ。自らを「献身者の群れ」と称する。
社会への奉仕活動にも力を入れており、関連団体として社会福祉法人キングスガーデン三重、日本国際飢餓対策機構の理事長をグレース宣教会の牧師が兼任している。
他民族宣教にも力を入れ、他民族宣教協力教会として北米、フィリピン、日本に姉妹教会を持つ。
「中高生による中高生のための教会」としてYouth Nations（ユースネーション）があり、GMセンターを拠点として中学生・高校生のみで運営されている。また、Youth Nations主催でYLCキャンプが原則年に2回（春季・夏季）行われる。

### 沿革
- 1965年　堀内顕牧師夫妻の赴任によって八尾福音自由教会として始まる。
- 1971年　高美会堂
- 1973年　シオン児童合唱団スタート、クリスチャン兄弟社設立
- 1975年　久宝会堂
- 1980年　八尾会堂
- 1982年　枚岡チャペル
- 1982年　東京チャペル（東京都）
- 1985年　グレース大聖堂建設
- 1985年　学園前グレースチャペル（奈良県）
- 1985年　柏原チャペル
- 1989年　香芝チャペル（奈良県）
- 1991年　特別養護老人ホーム　共生園開設
- 1991年　紀勢チャペル（三重県）
- 1993年　はびきのチャペル
- 2001年　GMセンター設立
- 2004年　大台チャペル（三重県）
- 2004年　Youth Nations（中高生の教会）
- 2005年　三重　シオン児童合唱団スタート、ユースハウス（ＧＭ別館）竣工
- 2006年　田布施キリスト教会（山口県）
- 2007年　しらさぎチャペル
- 2009年　楽園キリスト教会
- 2010年　二上チャペル（奈良県）
- 2015年　宣教50周年記念祭
- 2017年　若江チャペル

## 会堂・チャペル
2019年12月現在での会堂・チャペルは以下の通り。
| 都道府県 | 市区町村       | 名称                     | 所在地                   |
| -------- | -------------- | ------------------------ | ------------------------ |
| 東京都   | 渋谷区         | 東京チャペル             | 千駄ヶ谷1-3-9            |
| 三重県   | 多気郡大台町   | 大台チャペル             | 千代997（大台共生園内）  |
| 三重県   | 度会郡大紀町   | 紀勢チャペル             | 町崎1362                 |
| 大阪府   | 大阪市         | しらさぎチャペル         | 東住吉区今川3-6-7-201    |
| 大阪府   | 八尾市         | グレース大聖堂           | 東山本新町1-15           |
| 大阪府   | 八尾市         | 高美会堂                 | 高美4-7-7                |
| 大阪府   | 八尾市         | 久宝チャペル             | 跡部北の町2-4-17         |
| 大阪府   | 八尾市         | 八尾会堂                 | 東本町2-8-4              |
| 大阪府   | 八尾市         | ユースネーション         | 東山本新町1-15           |
| 大阪府   | 柏原市         | 柏原チャペル             | 太平寺1-13-50            |
| 大阪府   | 羽曳野市       | はびきのチャペル         | 西浦955                  |
| 大阪府   | 東大阪市       | 枚岡チャペル             | 豊浦町18-4               |
| 大阪府   | 東大阪市       | 若江チャペル             | 若江南町2-2-35           |
| 大阪府   | 泉北郡忠岡町   | 楽園キリスト教会         | 忠岡東2-20-18            |
| 奈良県   | 奈良市         | 学園前グレースチャペル   | 学園北1-14-5 平本ビル1階 |
| 奈良県   | 奈良市         | 登美ケ丘グレースチャペル | 登美ヶ丘3-3-1            |
| 奈良県   | 香芝市         | 香芝チャペル             | 西真美1-22-10            |
| 奈良県   | 香芝市         | 二上チャペル             | 穴虫99-1                 |
| 山口県   | 柳井市         | やないグレースチャペル   | 南町6-1-3                |
| 山口県   | 熊毛郡田布施町 | 田布施キリスト教会       | 下田布施2622-13          |